# أبراج البندقية
أبراج البندقية (بالكاتالونية: توريس فينيسيانيس) هو الاسم الشعبي لزوج من الأبراج على شارع «افينغودا دي لا رينا ماريا كريستينا» في تقاطع مع بلاسا دي إسبانيا في برشلونة، إسبانيا. ويوجد البرجان على جانبي الشارع.

## البناء
يبلغُ ارتفاع الأبراج 47 متراً فوق سطح الأرض. وقد تم بناء الجزء السفلي من الأبراج من الحجر الاصطناعي، والقسم الرئيسي من الطوب الأحمر، والقسم العلوي بُني أيضاً من الحجر الأصطناعي، وعلى رأس كل برج من الأبراج يوجد هرم مبني من النحاس. تم تصميم الأبراج من قبل المهندس المعماري «ريفنتوس رامون» وبنيت الأبراج في الفترة 1927 حتي 1929، وكانت جزءاً من مشروع إعادة تطوير منطقة المعرض الدولي الذي اقيم في برشلونة عام 1929. كما شارك ريفنتوس في عدد من المشاريع الأخرى في المعرض، مثل المسرح اليوناني والقرية الأسبانية على تلة قريبة من مونتجويك.
تساهم الأبراج في جمالية المدينة بشكل كبير جداً، حيث أنها كانت تستخدم كبداية للمعرض وكانت تجرى جميع الأحتفالات فيها، ى والآن تعرف الأبراج باسم «فيرا دي برشلونة». وقد كانت في البداية مفتوحة للزوار حيث كان يمكن لأي شخص الصعود إلى صالات العرض فيها اما الآن فالبرجان مغلقان.
خلال عام 2012، بدأت الأبراج تشهد أعمال ترميم واسعة، وقد كلفت هذه الأعمال ما يقارب 700,000 يورو.

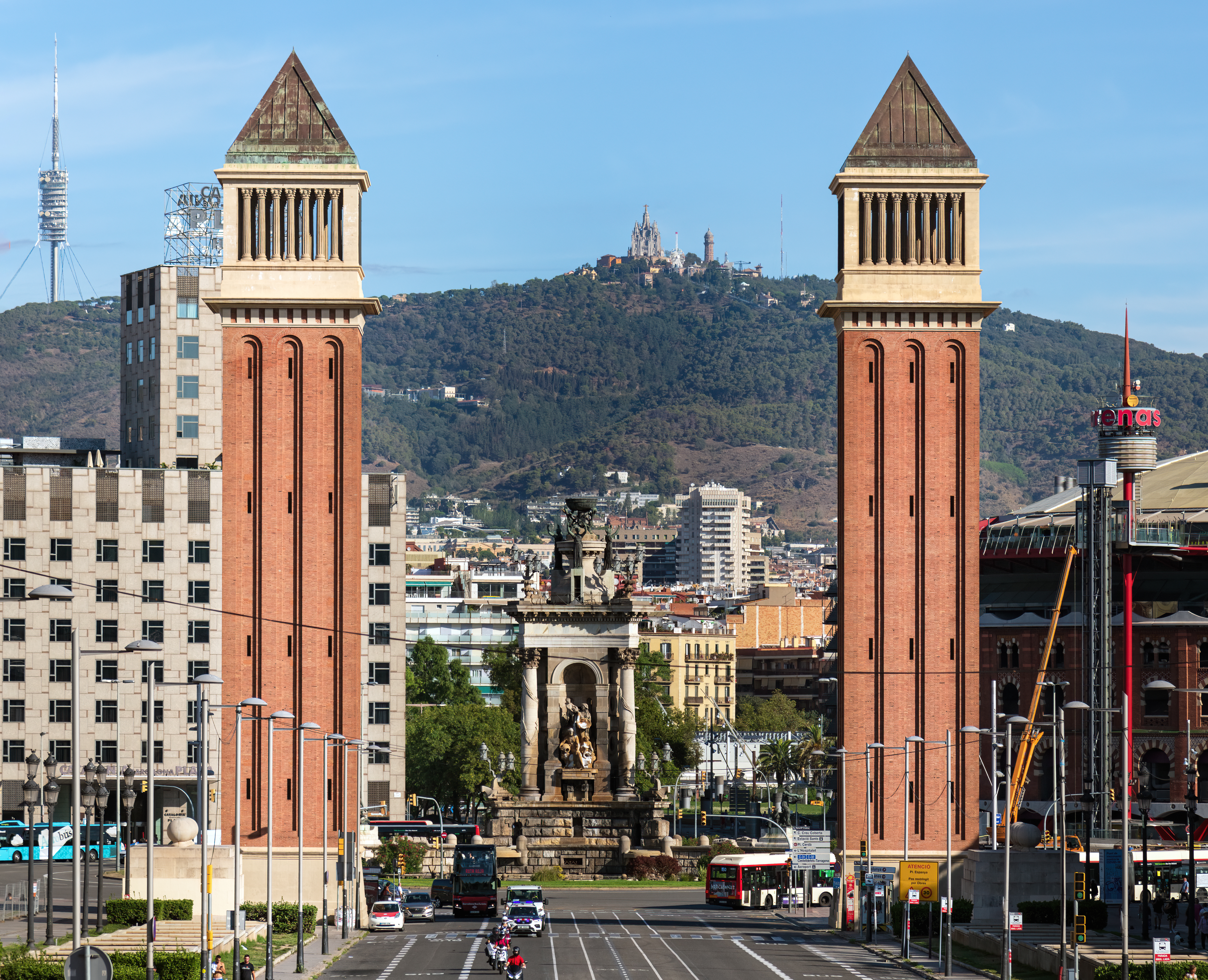
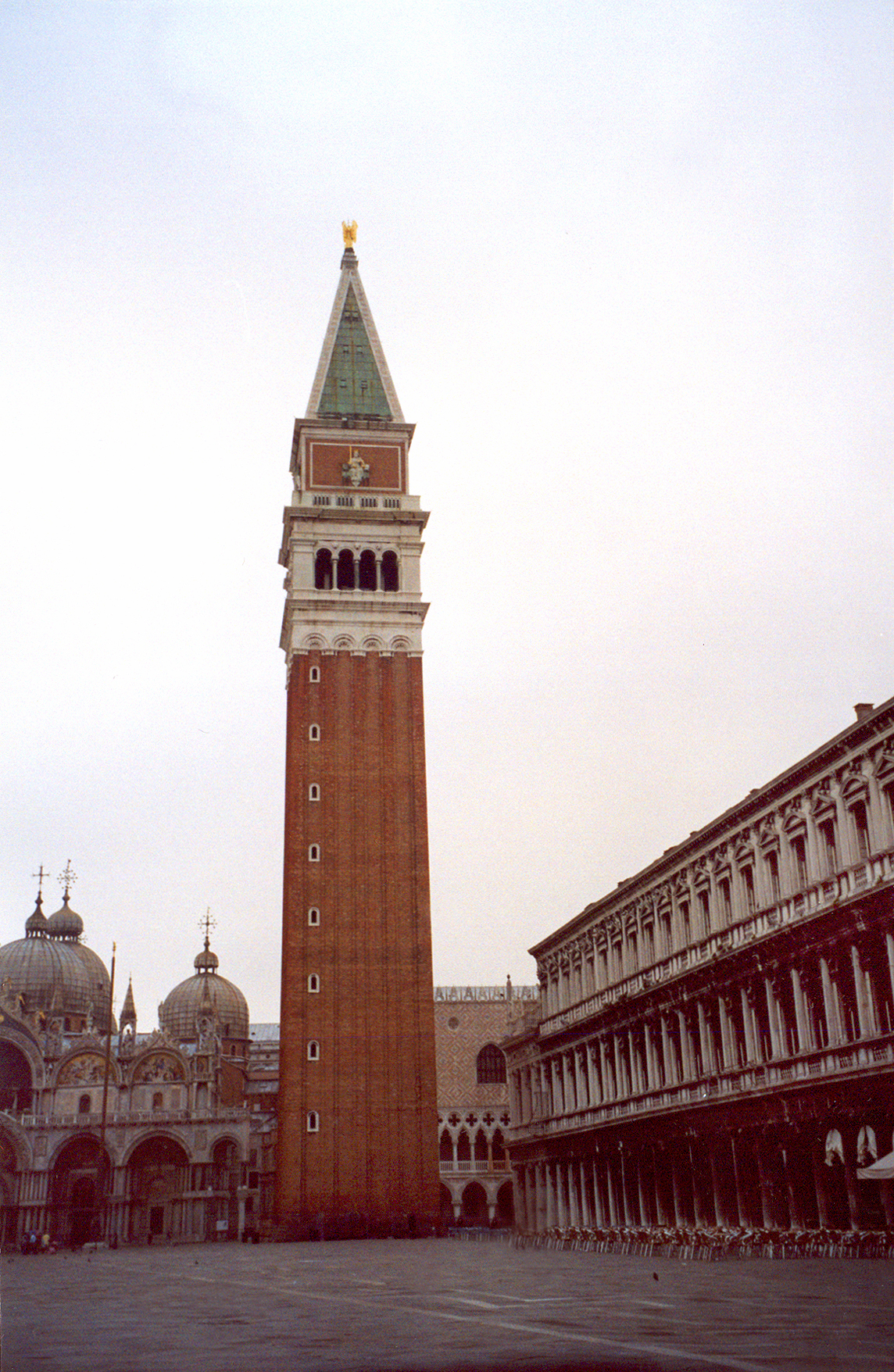